# Mochi Craft
Mochi Craft è un cantiere italiano produttore di imbarcazioni di lusso. Parte del Gruppo Ferretti dal novembre 2001, è attivo nella produzione di lobster boat da 13 a 23 metri e di un modello di expedition boat da 23 metri. Gli uffici e la produzione Mochi Craft hanno sede presso gli stabilimenti del Gruppo Feretti di Forlì e Cattolica.

## Storia
Fondata negli anni Sessanta da Luciano Mochi Zamperoli, la Mochi Craft S.p.A. ha inizialmente sede nel porto di Pesaro e successivamente nella zona industriale di Bellocchi di Fano. Dopo decenni di attività del marchio, con la produzione di imbarcazioni in particolare diffuse nel mercato italiano e tedesco, il tribunale di Pesaro il 22 novembre 1999 ha stabilito il fallimento dell'azienda.
Nel Novembre 2001 il marchio Mochi Craft è stato acquisito dal gruppo Ferretti che ne ha promosso il rilancio, cominciato nel 2003 con il Dolphin 51', il primo modello della linea planante lobster boat, tipiche imbarcazioni americane nate nel New England per la pesca dell'aragosta, ridisegnate in chiave moderna. L'opera di rinnovamento si è riflessa anche sulla grafica del marchio, in cui il pesce spada è stato sostituito da un delfino.. La flotta nel corso degli anni è stata ampliata ed è composta da quattro modelli di yacht dai 44 ai 74 piedi.

## L'azienda
Mochi Craft fa parte del Gruppo Ferretti, presieduto dal fondatore Norberto Ferretti. CEO del Gruppo è Giancarlo Galeone. La progettazione e lo studio delle imbarcazioni Mochi Craft è realizzato dalla collaborazione tra Norberto Ferretti, l'AYT (Advanced Yacht Technology), il centro di progettazione e ricerca navale del Gruppo Ferretti, il Centro Stile del Gruppo, l'architetto Brunello Acampora di Studio Victory Design (che ha progettato i modelli di lobster boat in gamma) e lo Studio Zuccon International Project (che si è occupato della progettazione del Long Range 23).

## Le imbarcazioni
La flotta Mochi Craft si compone di due tipologie di yacht. La linea planante dei Dolphin ha attualizzato le storiche imbarcazioni lobster boat, aragostiere originarie del New England, e conta quattro modelli in gamma, caratterizzati da scafi di diversi colori: Dolphin 44', 54', 64' e 74' Cruiser. Il Dolphin 54' e il 64' sono realizzati sia in versione sun top che flybridge.
Con la seconda linea, il Long Range 23, Mochi Craft ha reinterpretato il concetto di expedition boat, imbarcazioni studiate per le lunghe travesate. Questo modello di 23 metri è dotato di carena trans-planante FER.WEY (Ferretti Wave Efficient Yacht), progettata, studiata e brevettata da AYT, che presenta una efficienza idrodinamica superiore alle altre carene e permette di ridurre il rollio e la scia poppiera, e del sistema di propulsione ibrida “Zero Emission Mode”, che permette la navigazione in cinque modalità differenti, tra cui una a zero emissioni.
Mochi Craft si avvale inoltre di tecnologie in grado di ridurre le emissioni gassose e acustiche, in linea con i parametri stabiliti dal Modulo Aa Noise Emission e dalla norma UNI EN ISO 14509, in materia di inquinamento ambientale.
Tra gli equipaggiamenti tecnologici in dotazione sulle imbarcazioni Mochi Craft è presente il sistema Anti Rolling Gyro (ARG), realizzato in partnership esclusiva con Mitsubishi Heavy Industries, che dimezza il rollio determinato dal moto ondoso alla fonda o in fase di navigazione, e la dotazione Computational Fluid Dynamics, un sistema di calcolo utilizzato per valutare la cinematica delle particelle di fluido sotto la carena. Un sistema applicato su tutta la flotta degli yacht del Gruppo Ferretti.
Tutte le imbarcazioni Mochi Craft sono perciò caratterizzate da forme tondeggianti in stile anni cinquanta, da scafi color pastello e dall'utilizzo di particolari materiali come il legno massello e il teak, oltre all'acciaio, lavorato in maniera artigianale, come nelle bitte in cui è inciso il delfino simbolo del cantiere.